# 依田英将
依田 英将（よだ ひでまさ、1986年9月11日 - ）は、北海道テレビ放送（HTB）のアナウンサー。

## 来歴・人物
栃木県下都賀郡野木町出身。身長168cm。
栃木県立栃木高等学校卒業後、早稲田大学商学部に進学、マーケティングを専攻。在学中は早稲田大学交響楽団に在籍しヴァイオリンを演奏していた。また東京アナウンスセミナーにも通っていた（同期入社の菊地友弘は、アナウンスセミナー時代からの同期）。
2009年入社。2010年には『ほんわかどようび』内での石狩さけまつり中継のレポートが評価され、第9回ANNアナウンサー賞の「原稿のないもの部門」優秀賞を獲得した。2022年には『イチオシ!!』内での知床・観光船沈没事故 KAZU I 引き揚げ ヘリコプター実況が評価され、第21回ANNアナウンサー賞の大賞および番組部門の優秀賞を受賞した。
趣味は鉄道と音楽鑑賞、温泉めぐり。

## 現在の担当番組
- イチオシ!!（2017年10月～） - ニュース担当
- HTBニュース（2009年7月～不定期）
- ハナタレナックス（不定期） - 進行役

## 過去の担当番組
- スキップ（2009年7月～2010年2月）
- ほんわかどようび（2010年4月～2010年12月）
  - ピンクをテーマカラーに『中継おでかけですよ～だ』を担当

- イチオシ!モーニング（2011年3月～2017年9月） - 土曜メインMC
- イチオシ！プラス-MC &リポーター
- 全国高校野球選手権大会中継（朝日放送テレビ、2009年） - アルプススタンドリポート